# Costa Rica en los Juegos Olímpicos de Montreal 1976
Costa Rica estuvo representada en los Juegos Olímpicos de Montreal 1976 por cinco deportistas, cuatro hombres y una mujer, que compitieron en cuatro deportes.
La portadora de la bandera en la ceremonia de apertura fue la nadadora María del Milagro París. El equipo olímpico costarricense no obtuvo ninguna medalla en estos Juegos.